# ヤング・バック
ヤング・バック（Young Buck、本名：デイヴィッド・ダーネル・ブラウン（David Darnell Brown）、1981年3月15日 - ）はアメリカ合衆国・テネシー州ナッシュビル出身のラッパーである。
人気ラップグループG-Unitのトニー・イエイヨーが銃器不法所持で逮捕された為、その穴埋めをする形で最年少メンバーとして同グループに加入。しかし、その後脱退した。これまでに2枚のソロアルバムをリリースしている。

## ディスコグラフィー
スタジオ・アルバム
- Straight Outta Cashville (2004年)
- Buck the World (2007年)